# 架空の武器
架空の武器（かくうのぶき）は、主に神話・伝説や文学作品、あるいは小説・漫画・演劇・映画・テレビドラマ・アニメ・コンピュータゲームなどのフィクションに登場する武器のことを指す。登場はフィクションが先だが、現実に実用化されて実際の戦争に使用されたものは含まない。
架空の武器一覧として、神話・伝説や近代以前の創作に登場するものを列挙する。現代の創作に関しては、列挙すると膨大になるため、複数の創作に共通して用いられている概念や、詳細な設定があり物語の中で大きな役割を担っているものなどに限定して記載する。
(注)実在している武器、過去に実在した武器、架空の防具・服等については、神話・伝説の物一覧で扱う。

## 剣・刀・東洋剣

### ギリシア神話
- ハルペー - 鎌のように湾曲したヘルメス神の剣。

### アーサー王物語

#### 全般
- エクスカリバー（Excalibur、カリブルヌス、キャリバーン、エスカリボールなど） - アーサー王の代表的な剣。作品によっては他の者（ガウェインなど）が借り受けて使用することもある。

#### ウェールズ語圏の伝承
- カルンウェナン（Carnwennan） - アーサー王の短剣。ウェールズ語圏の作品『キルッフとオルウェン』などに登場する。使用者を影に潜ませる記述がある。[要出典]
- カレドヴルフ（Caledfwlch） - エクスカリバーを参照。ウェールズ語圏の作品『キルッフとオルウェン』などにみられる表記。

#### フランス語圏・英語圏などの伝承
- アロンダイト（Aroundight） - 中英語詩『ハンプトンのビーヴェス卿』（騎士道物語ではあるがアーサー王伝説には属さない作品）に登場する、ビーヴェス卿（英語版）の息子ガイ卿の剣。作中でかつてはランスロットの剣であったとする由緒が語られている。
- オノレ（Honorée） - ロベール・ド・ブロワ（フランス語版）作『ボードゥー』（Beaudoux）に登場するゴーヴァン（英語名ガウェイン）の息子ボードゥーの剣[1]。
- ガラティン（Galatyn、Galantyne） - ガウェインの剣。英語圏の作品『アーサー王の死』などに登場する。
- コルブランド（Collbrande） - エクスカリバーを参照。英語圏の作品の一つ『頭韻詩アーサーの死（英語版）』のみにみられる表記。
- クールシューズ（クレシューズ、Courechouse、Coreuseuse） - フランス語圏の作品『流布本サイクル（ランスロ＝聖杯サイクル）』の『アーサー王の最初の武勲』（別名『メルラン続伝』）に登場する、ランスロットの父バン王の剣。
- クラレント（Clarent） - アーサー王の剣の一つ。英語圏の作品『頭韻詩アーサーの死（英語版）』に登場する。モルドレッドに盗まれアーサー王の殺害に使用された儀礼用の平和の剣。
- シャスティフォル（Chastiefol） - アーサー王の剣の一つ。フランス語圏の作品『パプゴーの物語（フランス語版）』（『鸚鵡の騎士』とも）に登場する。
- セクエンス（Sequence、Secace、Secance、Seure） - アーサー王の剣の一つ。フランス語圏の作品『流布本サイクル（ランスロ＝聖杯サイクル）』の『散文ランスロ』（別名『ランスロ本伝』）に登場する。作中ではランスロットがある戦いで使用している。
- フロレント（Florent） - ルキウス・ティベリウスの剣。英語圏の作品『頭韻詩アーサーの死（英語版）』に登場する。
- マルミアドワーズ（Marmyadose、Marmiadoise） - アーサー王の剣の一つ。フランス語圏の作品『流布本サイクル（ランスロ＝聖杯サイクル）』の『アーサー王の最初の武勲』（別名『メルラン続伝』）に登場する。リヨン王（英語版）が所持していたが、後にリヨン王に勝利したアーサー王のものとなった。作中では火の神・鍛冶神であるウゥルカーヌスによって鍛えられ、ギリシャの英雄ヘーラクレースが帯びていたという由緒が語られている。

#### 妖精の女王
- クリセイオー（Chrysaor） - 16世紀のイギリスの詩『妖精の女王』に登場するアーティガルの黄金の剣。神の剣。ギリシア神話のクリューサーオールに由来する名前とみられる。
- モルデュール（Morddure） - アーサー王の剣の一つ。エドマンド・スペンサー『妖精の女王』に登場する。

### シャルルマーニュ伝説

#### ローランの歌
- アルマス - 大司教テュルパン（またはチュルパン）（フランス語版）の剣。
- オートクレール - オリヴィエが所持している剣。
- ジョワユーズ - 劇中でシャルルマーニュが使用する剣。
- デュランダル - 劇中でローランが使用する剣。
- プレシューズ（英語版） - バビロニア王バリガン（フランス語版）の剣。
- ミュルグレス - ガヌロン（フランス語版）の剣。

#### その他
- クルタン（コルタン、クルタナ、コルタナ、カーテナ） - オジェ・ル・ダノワの剣。
- フィエラブラの3本の剣 - プルウァーランス、バプティズム、グラバム
- メルヴェイユーズ - ドーン・ド・マイヤンスの剣[2][3]。
- フロベルジュ（Froberge, またはフランベルジュ Flamberge） - ルノー・ド・モントーバン（イタリア語名ではリナルド）の剣。イタリア語圏の作品ではフスベルタ (Fusberta)。
- ベリサルダ - ルッジェーロの剣。
- アルタキアラ（Altachiara） - オリヴィエの剣。イタリア語圏の作品『アスプラモンテ』に登場する。作中でかつてはランスロットおよびブオーヴォ・ダントーナ（≈ハンプトンのビーヴィス（英語版））の剣であったとする由緒が語られている。
- ガスティガ＝フォッリ（Gastiga-folli） - アルタキアラ参照。作中ではランスロットの剣であった頃の名とされている。
- キアレンツァ（Chiarenza） - アルタキアラ参照。作中ではブオーヴォ・ダントーナ（英語版）の剣であった頃の名とされている。

### 北欧神話・ゲルマン語圏の伝承

#### エッダ・古代のサガ
- グラム - 『ヴォルスンガ・サガ』など北欧の伝承に登場するオーディンが木に刺した剣。逸話としては選定の剣に相当する。
- 勝利の剣 - 自動で戦うフレイ神の剣。英雄スヴィプダグの手によって封印の地より持ち出される。
- スコヴヌング（スケヴニング、スコフニュング）（Skǫfnungr） - デンマークの王フロールヴ・クラキの剣。またアイスランド植民時代に幾人かが所持し、女性に見られたり太陽に柄を照らされたりすると能力を失う、斬りつければ癒すことのできない傷を与える、などの伝承が残る[4]。
- ダーインスレイヴ（ダインスレイフ）（Dáinsleif） - 血を求めるとされる魔剣[5]。
- ティルヴィング（ティルフィング）（Tyrfingr） - 呪われた魔剣。ヘルヴォルやアンガンチュールやヘイズレクが所有した[6]。
- フロッティ - ファーヴニルの宝物のひとつとして登場する剣。
- ホヴズ - 頭という意味のヘイムダル神の剣。
- リサナウト - 『ガウトレクの息子フロールヴのサガ』に登場する剣。または『アムロージのサガ』に登場する剣。
- リジル - ファーヴニルの心臓を切り取った剣。
- レーヴァテイン - ルーンを唱えて作りあげた剣（あるいは槍、または矢、などともされる）。ヴィゾーヴニルを殺しその尾羽を必要とする武器。
- ミスティルテイン - デンマークの英雄フロームンドが、墓所の中で亡霊の王と戦って、この神剣を手に入れた。彼はこの剣をふるって、フンディング殺しのヘルギの生まれ変わりであるハッディンギャルの勇士ヘルギとの戦いに勝利した。

#### デンマーク人の事績
- ミミングの剣 - 森に住む神（サチュルン）であるミミングが持つ剣。その後、この神剣の所有者は英雄ホテルス。

#### アイスランド人のサガ
- エッタルタンギ（Ættartangi[7]; エッテタンゲのカナ表記もみられる[8]） - 『みずうみ谷のサガ（英語版）』に登場する剣[9]。
- カールスナウト（Kársnautr[10]） - 『グレティルのサガ（英語版）』に登場する剣[11]。
- グラーシーザ（Grásíða[12]） - 『ギースリのサガ（英語版）』に登場する剣。
- グンロギ（Gunnlogi[13]） - 『ギースリのサガ（英語版）』に登場する剣。
- ドラグヴァンディル（スウェーデン語版）（Dragvandil[14]） - エギル・スカラグリームスソンの家宝の剣[15]。
- ナズ（Naðr[16]） - 『エギルのサガ』に登場する剣[17]。
- フォートビート（Fótbítr[18]; 谷口訳では「足咬み」（傍点は原文ママ）と訳出されている[19]） - 『ラックス谷の人々のサガ（英語版）』に登場する剣[20]。
- ヨクルスナウト[21]（Jǫkulsnautr[22]）, Jökulsnautr; イェクルスナウトのカナ表記もみられる） - 『グレティルのサガ（英語版）』に登場する剣[23]。
- ラング（Langr[24]） - 『エギルのサガ』に登場する剣[17]。

#### ニーベルンゲンの歌
- バルムンク (Balmung) - 北欧神話のグラムがモデルとされる剣。ジークフリートが使用。

#### ディートリッヒ伝説
- エッケザックス (Eckesachs) - ディートリッヒが巨人エッケから手に入れた剣。
- ナーゲルリング (Nagelring) - ディートリッヒが巨人グリムから手に入れた剣。のちにハイメの剣となった。
- ブルートガング (Blutgang) - ハイメが所有している剣。
- ミームング (Mimung) - ウィーランド（ヴェルンド）が鍛え、彼の息子ヴィテゲに与えた最高の剣。のちにディートリッヒ（シズレク、シドレク）がシグルドとの試合で用いた。
- ラーグルフ (Lagulf) - ヒルディブランド（ヒルデブラント）の剣[25]。

#### ベーオウルフ
- ネァイリング (Nægling) - ベーオウルフが使用した、ドラゴン退治の剣。ただし劇中では打撃を与えられなかった。
- フルンティング (Hrunting) - ベーオフルフが使用した剣。ウンフェルスより借り受けた。
- ヨートゥンの剣 - 劇中でグレンデルの母親を打ち倒した剣。ヨートゥンは北欧神話の巨人。

#### その他
- エゼルリング (Adelring) - デンマーク古謡（フォルケヴィーサ）（英語版）に登場する剣[26]。物語によって所有者は異なり、ディートリヒ・フォン・ベルン、ジークフリート、スヴェンザル（スヴィプダグ）、竜殺しのグラルヴァー (Gralver Kongesøn) などの例がみられる。
- グンフィエズル (Gunnfjöður) - アイスランドの民話に登場する。「いくさの羽根かざり」の意。「名馬グトルファフシと共に帯びると幸せ者になれる」という柄に入っている。

### ケルト神話

#### 神話物語群
- オルナ - フォモール族の王テトラの剣。オグマ神が手に入れる。
- カラドボルグ - ヌアザ神が所有する剣。アルスター伝説の英雄の手を渡り、アーサー王伝説に登場する剣エクスカリバーの原型ともされる。
- クラウ・ソラス - 光の剣。
- フラガラッハ - ルグ神が所有する剣。

#### アルスター物語群
- クルージーン・カサド・ヒャン - クー・フーリンの光の剣。

#### フィン物語群
- ベガルタ - 小さな怒りを意味するディルムッド・オディナの剣。
- モラルタ - 大きな怒りを意味するディルムッド・オディナの剣。
- マック・ア・ルイン - フィン・マックールの剣。主にフィニア伝説に登場する。
- ゲル・ ナ・グコラン - オスカー (アイルランド神話)の剣。元はカラドボルグと呼ばれる。

#### その他
- マカブイン (Macabuin) - マン島の民間伝承に登場する。伝説的な鍛冶師ローン・マックリブイン（英語版）によって鍛えられた。

### インド神話
- アシ(剣)（英語版） - 伝説の神の蓮の剣。所有者はドローナ 。
- アパラージタ - 無敵という意味の剣。シヴァ神がトリヴィクラマセーナ王に授けた剣。
- チャンドラハース（英語版） - 羅刹の王ラーヴァナの剣。
- ナンダカ（英語版） - ヴィシュヌ神の剣。

### 中国神話

#### 中国の伝承に登場する武器
- 泰阿剣（『越絶書』）-楚王が風胡子に命じ、呉の干将と越の欧冶子に造らせた三振りの剣のうちの一つ。『楚辞』では「太阿」とする。『史記・李斯列伝』によれば、この剣は後に始皇帝（しこうてい）が佩用（はいよう）した剣となったと伝えられている。
- 画影剣（『拾遺記』） - 二代目の帝顓頊の剣。空を飛び、四方に敵が居た場合、指を指した方の敵に飛びかかる。剣を収めていない時には、しばしば竜や虎のごとく吼える。
- 干将・莫耶（かんしょう・ばくや）（『呉越春秋』等） - 呉王（伝承によっては楚王）が干将（伝承によっては莫耶）に鍛えさせた2振りの剣。
- 軒轅剣（けんえんのけん）（明の李承勲著『名剣記』、晋の葛洪著『抱朴子』など） - 中国最古の統治者であり、伝説上の王とされる「五帝」の第一人「黄帝軒轅」が所持していたとされる伝説の剣。この神剣の真名は記載されていないため、黄帝の名前にちなんで「軒轅の剣」と呼ばれている。
- 三尖両刃刀 - 顕聖二郎真君（『封神演義』では、楊戩とも）の武器
- 毒匕寒月刃（『史記』） - 伝説的な成り行きで刀鍛冶であり剣豪でもあった男性徐夫人が手に入れた寒気を発する剣状結晶質の隕石を加工したもの、鉄を泥のように切り裂き相応しくないものに災いをもたらす。徐夫人作の匕首は始皇帝の暗殺未遂にも使用された。
- 神銀剣 - 中国彝族神話の英雄支格阿龍の武器

#### 中国の小説類に登場する武器
三国志演義
- 倚天の剣（いてんのけん）（『三国志演義』） - 曹操が造らせたという宝剣。天をも貫く剣の意。
- 青釭の剣（せいこうのけん）（『三国志演義』） - 倚天の剣と同じく曹操が造らせた剣。青白い光明をはなつ剣の意。鉄を泥のように両断できたという。曹操の親族でもある家臣の夏侯恩に預けられるが、夏侯恩は長坂の戦いで蜀の武将の趙雲に斬られ、剣は奪われてしまう。
- 古錠刀（『三国志演義』） -孫堅の剣[27]。
- 青龍偃月刀（せいりゅうえんげつとう）（『三国志演義』） - 関羽がふるう大刀。別名：冷艶鋸、関刀。
- 双股剣（『三国志演義』） - 日本では「雌雄一対の剣」と呼ばれる劉備の二本セットの双剣。別名：鴛鴦剣（『紅楼夢』）で金属も切断する劉家の宝剣。また、金庸著『鴛鴦刀』では天下無敵の双刀（鴛刀、鴦刀）の争奪戦が行われる。

水滸伝
- 玄元混天剣 - 包道乙の剣、術で百歩先の相手に飛ばす。
- 黄金丸（こがねまる）（『水滸伝 (漫画)』） - 百八星のひとり、「豹子頭」林冲が、軍での上官である高俅のさしがねの者から、三千貫の価値のものを千貫で買い叩いた刀。ただし横山光輝の漫画版で創作された剣名。正子公也・森下翠共作の『絵巻水滸伝』でも使われる。
- 松文古定剣 - 公孫勝の術具。
- 吹毛剣（すいもうけん）（『新・水滸伝』） - 百八星のひとり、天暗星の青面獣楊志が所持する楊家伝来の宝剣に、吉川英治が原作の内容を借用してつけた名。
- 劈風刀（へきふうとう）（『水滸伝』） - 方臘配下の将軍石宝の持つ宝刀。三重の鎧であろうと風を断つがごとく斬り破る鋭さを持つ。

封神演義
- 誅仙四剣（誅仙剣・戮仙剣・陥仙剣・絶仙剣） - 通天教主が持つ4振り1組の剣。この4振りの剣を使用し誅仙陣が張られる。他に、紫電槌、六魂旛を持つ。
- 瑤池内白光剣 -『封神演義』の竜吉公主が所有した剣。

#### 明代の小説『西遊記』に登場するもの
- 七星剣 - 金角と銀角が太上老君から盗んだ5つの宝の内の一つ。

### 日本神話

#### 日本神話（記紀神話）に登場する武器
- 天叢雲剣（あまのむらくものつるぎ） - スサノオ神が八岐大蛇の尾から取り出した剣。のちに「草薙剣」（くさなぎのつるぎ）と呼ばれるようになる。三種の神器の一つであり、熱田神宮に奉納されている。
- 天羽々斬（あめのはばきり） - スサノオ神が八岐大蛇を斬り殺した剣。後述の十束剣のひとつであり、大蛇を斬ったことでこの名が付けられた。尾を斬った際に刃が欠けたので裂いて確かめたところ、中から出て来たのが前述の天叢雲剣である。
- 生大刀（いくたち） - 大国主が根の国から持ち帰ったスサノオ神の剣。この剣と生弓矢で八十神を倒し、葦原中国を平定した。美具久留御魂神社に奉納されている。
- 伊都之尾羽張（いつのおはばり） - 日本神話で、イザナギ神がカグツチ神を斬り殺した十束剣。
- 大量（おおはかり） - アヂスキタカヒコネ神が持っていた剣。友人であったアメノワカヒコ神の葬儀に訪れたが、ワカヒコに容姿がそっくりであったため、生きていたと間違えられ、死者と一緒にするなと激怒して喪屋を切り倒した。
- 十束剣（とつかのつるぎ） - 拳10個分の長さの刀身を持つ剣。十握剣とも。神話中には複数登場するため、単に剣の長さを示す一般名詞だと考えられている。
- 布都御魂（ふつのみたま） - 神武東征の際にタケミカヅチ神から神武天皇に与えられた剣。
- 八握剣（やつかのつるぎ） - 十種神宝の一つ。

#### 坂上田村麻呂伝説
- ソハヤノツルギ - 田村語り並びに坂上田村麻呂伝説に登場する稲瀬五郎坂上俊宗（田村将軍）の名剣。鈴鹿山の大嶽丸討伐などに使用された。神通の剣と表記する写本もある。現存する大刀「騒速」に逸話が仮託される。
- 倶利伽羅剣 - 唐土にて田村将軍の父・藤原俊仁を打ち倒した不動明王の剣。降魔の利剣。
- 三明の剣 - 田村将軍の妻となった天女・鈴鹿御前（もしくは天の魔焰・立烏帽子）が所有する剣。顕明連、大通連、小通連の3振りの総称。立烏帽子が最初から所有している「鈴鹿系」（古写本の系統）の物語と、大嶽丸が所有していたものを鈴鹿御前が奪う「田村系」（流布本の系統）の2系統の物語に分類される。

#### 中世・近世における創作に登場するもの
- 村雨（むらさめ）（『南総里見八犬伝』） - 犬塚信乃が持つ刀。刀身が水を帯びており人を斬った血を洗い流すとされる。
- 三明の剣（さんみょうのけん） - 坂上田村麻呂と契りを交わした鈴鹿御前が振るった三振りの宝剣。
- 物干竿（ものほしざお） - 佐々木小次郎が使用していたとされる、刀身3尺3寸余（約1m）の長刀。巌流島の決闘ではその長さゆえ鞘を持ったまま戦えず、鞘を投げ捨てた小次郎を見て宮本武蔵は「小次郎敗れたり！」と語ったといわれている。

#### アイヌの神話に登場するもの
- イペタム - 各地のアイヌの伝承に登場する妖刀の総称。『人喰い刀』を意味し、勝手に飛び回って人を殺すが特別な方法でないと止められないという話が多い。『ピンネモソミとマッネモソミ（細身の男剣と女剣）』や『オポコロペ（妊婦を斬った刀)』などが有名。
- クトネシリカ - アイヌの口伝叙事詩『ユーカラ』に登場する刀。ポンヤウンペという英雄の刀で、刀身や柄に龍や狐の姿をしたカムイが宿っており、ポイヤウンペに危機が訪れるとカムイが顕現し敵を打ち倒すとされる。金田一京助がアイヌ人達と協力してユーカラを蒐集・編纂した『虎杖丸の曲』では『虎杖丸』（いたどりまる）という銘でも呼ばれる。

### その他の伝承

#### ヨーロッパ

##### 中世英国ロマンス
- モルゲライ（Morgelai, Morgelay, Morglay, モーグレイとも） - 中英語詩『ハンプトンのビーヴェス』に登場するビーヴェスの剣。
- コルスーズ（Corsouze） - 『オテュエル』（Otuel, wikidata）に登場する剣[28]。

##### その他
- アスカロン - 聖ゲオルギウスが竜退治に用いたとされる剣。
- アッティラの剣（英語版） - 羊飼いが、その辺で拾った剣。フン族とその諸侯の王アッティラの剣。マルスの剣・神の剣（ハンガリー語：Isten kardja）とも呼ばれる。フン族はマルスを信仰していないので、これはローマ語に翻訳した際の解釈によるものである。
- クロケア・モルス（Crocea Mors, 「サフラン色の死神」の意味） - カエサルの剣。
- ジャンヌ・ダルクの剣 - ジャンヌに語りかけてくる声に従い、サント・カトリーヌ・ド・フィエルボワ（英語版）にある教会（フランス語版）にて地面から剣を掘り起こした、という伝承がある[29]。
- ブルンツヴィークの剣 - チェコの伝説の王ブルンツヴィークの剣、手に取って命じるだけで敵の首を落とすことが出来る黄金の魔剣。

#### ロシア・スラヴ語圏
- クォデネンツ - ロシアの伝承に登場する魔法の剣。クラデニェッツ、コルニェッツとも。
- サモショーク - サモセクとも。クォデネンツを参照。
- アスピド＝ズメイ - クォデネンツを参照。

#### コーカサス・中央アジア
- Dzus-qara（ズスカラ）- ナルト叙事詩の武器の神サファが造り、大英雄バトラズが奪った神剣。
- アチャルバルス - キルギスの民族叙事詩の主人公マナスの持つ剣
- スル・カイツァキン（アルメニア語版）（アルメニア語: Թուր Կայծակին、「雷の剣」の意味） - アルメニアの民族叙事詩『サスナ・ツレル（英語版）』に登場する英雄サスンのダヴィト（英語版）の剣[30]。
- ハヴルニスル、スル・ハヴルニ (アルメニア語版ウィクショナリー)（アルメニア語: հավլունի թուր, թուր հավլունի） - アルメニア王ティリダテス3世（トルダト3世）（英語版）の剣。

#### 中東
- ズルフィカール - 預言者ムハンマドへ天使ジブリールによって天から送られた曲剣。ズー・アル・フィカール。その後、この剣の所有者はイスラム最大の英雄アリー・イブン・アビー・ターリブ。
- アル・マヒク - イスラム世界の説話集『千夜一夜物語』に伝わるイラク王ガリーブの剣。天地を切り分けた刃物。
- シャムシール・エ・ゾモロドネガル - イラン神話アミール・アルサラーンに登場するソロモン王由来の悪魔殺しの剣。
- ムハンマドの9本の剣 - Al-Qadib、Al-Rasub、Al-Mikhdham、Al-'Adb・・・ムハンマドの持ち物（英語版）
- スラエータオナの剣 - アジ・ダハーカに傷を与えた、イラン神話の英雄スラエータオナ（フェリドゥーン）の剣。

#### アフリカ
- Mmaagha Kamalu - イボ人の神話に伝わる戦争の神 Kamalu の剣。悪意を持った人々が近くにいるときに赤く輝き、地面にぶつけて振動を起こす。
- ギネイ- 西アフリカ神話の大英雄アナンシの魔法の剣。

#### アジア
- 順天 (剣)（英語版） - ベトナムの後黎朝の初代皇帝黎利が、漁師の網に何度もかかった剣の刃と、木の枝に引っかかった柄を組み合わせた魔法の力を持つ剣。
- 分景 - 西王母の剣

#### 神話類型
- 炎の剣 (神話)（英語版） - シュメール神話のAsaruludu、聖書に登場する智天使、北欧神話のスルト等が持つ。

## 槍・鉾・薙刀
- ハデス（プルートー）の二又槍（Bident）
- ピッチフォーク - キリスト教の神話によると悪魔が使用する二又槍

### エジプト
- ホルスの槍 - シーンによってshm-hrとsgmhの名がある[31]。

### ケルト神話
- アラドヴァル（『神話物語群』） - ルグ神の槍。
- ゲイアッサル（『神話物語群』） - ルグ神の槍。
- ゲイジャルグ（『フィン物語群』） - ディルムッド・オディナの赤槍。
- ゲイボー（『フィン物語群』） - ディルムッド・オディナの黄槍。
- ゲイボルグ（『アルスター物語群』） - クー・フーリンが持つ槍。
- ドゥヴシェフ（『アルスター物語群』） - クー・フーリンが持つ槍。
- ブリューナク（『神話物語群』） - ルグ神が所有したとされる槍。ただしこの名前の出典は不確かで、近代の創作とされることも多い。
- ルーン（『アルスター物語群』） - ケルトハルが持つ槍。かつてはルグ神の槍だったともされる。
- 屠殺者 - アイルランド神話「トゥレンの息子たちの最期」に登場するペルシア王ペザールの所持する毒槍。槍先が灼熱しているため、平時は大釜（氷、または氷水）につけて保管されている。ルグがトゥレンの息子たちに要求したものの1つ。その後の所有者はコンホヴァル・マク・ネサ。
- クールグラス - Culghlas。アルスターの戦士コナル・ケルナハの槍

### 北欧神話
- グングニル - 死神オーディンが所持している槍（投げ槍）。その後の所有者はヘグニ王の息子ダグ。ダグはオーディンに供物を捧げ、願いを聞き入れたオーディンは彼に自身の槍を貸し与える。
- ギースリ - （『ギースリのサガ』の主人公の伯父）が、兄アリの仇ビョルンと決闘する際、兄の妻の奴隷から奪った剣。決闘には勝利するが、剣を取り返そうとした奴隷を斬りつけた際、折れてしまう。のちに槍の穂に鍛えなおされ、甥のギースリ（同サガの主人公）のものとなる。

### ギリシア神話
- トリアイナ - 海神ポセイドーンが使う三叉銛。英語名トライデント。
- アキレウスの槍

### インド神話
- ヴェル (槍)（英語版） - 軍神スカンダの投槍。
- トリシューラ - シヴァ神が所持する三叉の槍。
- インドラの槍 - カルナが黄金の鎧の代わりとしてインドラ神に授けられた必殺の槍。

### ペルシア神話
- 牛頭の矛 -大英雄フェリドゥーンはカーヴェにビルマーヤの頭を模した牛頭の矛を作らせ、自身の武器とした。
- ガルシャースプの矛- ゾロアスター教神話の大英雄ガルシャースプの鎚矛。悪竜アジ・ダハーカを打ち殺したときに使用した打撃武器。

### ホータン神話
- 絕海槍 - dral mtsho mdung、ホータン王国（于闐）建國神話の槍、毘沙門天の槍。

### アーサー王物語
- ロンゴミニアド（Rhongomyniad）またはロンゴミアント（Rhongomiant） - 『キルッフとオルウェン』などに登場するアーサー王の槍。『ブリタニア列王史』では、単に Ron（ロン、「槍」の意）と記述される。

### ローランの歌
- グランテピエ（grant espiet） - 大司教テュルパンの槍[32]。
- マルテ (槍)（Maltet） - バビロニア王バリガンの槍[33]。

### スペインの伝説
- オリンディクス（スペイン語版）の槍。

### ローマ神話
- ロムルスの槍：ローマの王ロムルスの持つ槍。彼の槍はパラティウムという丘の上に突き刺した際、樹木になった。

### 日本神話

#### 日本神話（記紀神話）に登場する武器
- 天之瓊矛（あめのぬぼこ） - 日本神話の国産みで、イザナギ神とイザナミ神がオノゴロ島を造るときに用いた矛。
- 茅纒之矟 - 【日本神話】千草を巻いた矛で、アマテラスが天岩戸にこもった際に、これを持ってアメノウズメが踊った。

#### 中世・近世における創作に登場するもの
- 天逆鉾（あめのさかぼこ） - 高千穂の嶺の頂に聳える鉾。天沼矛と同一視されることもある。
- 岩融（いわとおし）（『義経記』） - 武蔵坊弁慶が持っていたとされる薙刀。

#### アイヌの神話に登場するもの
- イペオプ - 妖女イムパッコの伝承に登場する人食い槍

### 中国神話

#### 中国の小説類に登場する武器
三国志演義
- 涯角槍（がいかくそう）（『三国志平話』中卷）- 趙雲が使用した槍。
- 蛇矛（だぼう、じゃぼう）（『三国志演義』） - 張飛がふるう先の刃の部分が蛇のように曲がっている矛。
- 方天画戟（ほうてんがげき）（『三国志演義』） - 呂布がふるう方天戟。「双戟」とも呼ぶ。

その他
- 火尖槍（中国語版） - 西遊記では紅孩児が、封神演義では哪吒が使用する。

### イスラム教
- ムハンマドの5本の槍

## 斧

### 北欧神話
- リサナウト - 『アムロージのサガ』に登場する斧。

## 棍棒・鎚

### メソポタミア神話
- エリムサルエ - ザババ神の武器。
- クルドゥブバ - ザババ神の武器。
- シタ - 女神イナンナの武器。
- シャルル (武器)（英語版）（シャルウル、シャルーア） - 全てのものを破壊するものという意味の豊穣と戦闘の神ニヌルタの武器。疫病の悪魔アサグを倒すのに使用された。長距離を飛行し、意思を持ち戦術を提案し、持ち手と通信を取って戦闘を行う。また翼持つライオンラマッス（英語版）の姿を取ることもある。
- トゥクル - ニヌルタ神の武器。
- ミトゥム - 女神イナンナの武器。ニヌルタ神も持っていたとされる。

### ウガリット神話
- アイムール - 撃退を意味するバアル神の武器。
- ヤグルシ - 追放を意味するバアル神の武器。

### エジプト神話
- ネケク（en:Crook and flail） - オシリス神の持つ殻竿[34]。もしくは鞭。ネヘハとも[35]。

### ケルト神話
- ダグザの棍棒（『神話物語群』） - 生と死の力を持つ棍棒。

### 北欧神話
- ミョルニル - 雷神トールが所持している鎚。

### ペルシア神話
- ワズラ - ミスラ神の武器。
- 牛頭の矛 -大英雄フェリドゥーンはカーヴェにビルマーヤの頭を模した牛頭の矛を作らせ、自身の武器とした。

### インド神話
- カウモーダキー（英語版） - ヴィシュヌ神の棍棒。
- カトヤンガ - シヴァ神の棍棒。

### フィンランド神話
- ウコンバサラ - ウッコ神が持つ槌。

### 中国神話
- 雷公の槌と楔 - 中国の雷神が雷を落とすのに使用する[36]。

#### 明代の小説『西遊記』に登場するもの
- 如意金箍棒（にょいきんこぼう） - 如意棒とも。孫悟空が所持している武器。長さや大きさを自在に変えることが出来る。
- 混鉄棍 - 孫悟空の義兄弟牛魔王の武器[37]。
- 搗薬杵 - 玉兎が月で不老不死薬の材料をすり潰すのに使用する杵[38]。

### その他
- ウェスチェラ（Wetschera または Aijeke Wetschera、Ajeke veċċera）- サーミ人の雷神ホラガルレスの槌、悪霊に裁きを与えるのに使用される。
- ヘラクレスの棍棒

## 杖

### エジプト神話
- ウアス - 力または支配の象徴、プタハ神はウアス杖とジェド柱とアンクを組み合わせた杖を持つ。
- ヘカ（en:Crook and flail） - オシリス神の持つ牧畜用の笏杖。

### 北欧神話
- ガンバンテイン - スキールニルが持っているとされる武器。
- グリダヴォル - 女巨人グリーズがトール神に貸した杖（グリーズの杖の意）。

### ギリシア神話
- アスクレピオスの杖 - 名医アスクレーピオスの持つ、蛇が巻き付いた杖。
- ケーリュケイオン（ラテン語読み：カドゥケウス） - 柄に2匹の蛇が巻きついているヘルメス神の杖。
- テュルソス - ディオニューソス（もしくはバックス）と、その信者の杖で繁殖と快楽の象徴。祭器。
- キルケーの杖 - 触れた物を動物に変える。

### インド神話
- カラダンダ - ヤマ神の杖。

### 日本神話
- 八束水臣津野命が国引きを終えたとき、「おえ」と言って地面に突き刺した杖。

### 中国神話

#### 明代の小説『西遊記』に登場するもの
- 九環錫杖 - 【中国の白話小説】観音菩薩から三蔵法師の手に渡るよう手配された錫杖[39]。
- 降妖宝杖（ごうようほうじょう） - 沙悟浄が所持している武器。

### その他
- アロンの杖（旧約聖書出エジプト記） - モーセがイスラエルの神から授かり、兄のアロンが使用した。敵対者に災いをもたらす杖。モーセが海を割るときに使用された杖とも言われる。
- 魔法の杖

## 弓矢

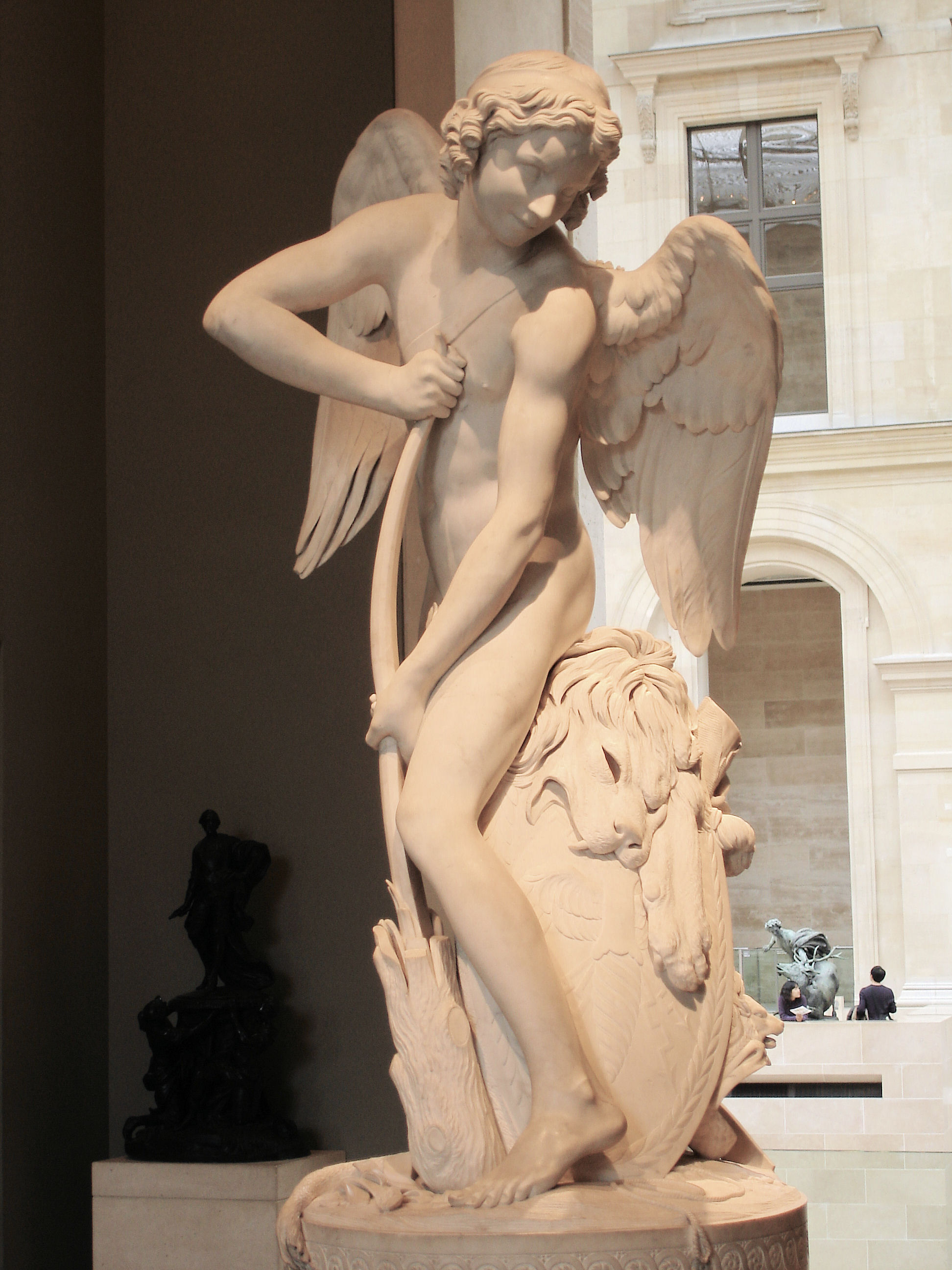
ヘラクレスの棍棒で弓を作るキューピッド。ヘラクレスから棍棒を軍神マルスからは武器を盗みキューピッドが弓矢を作っている大理石像

### 北欧神話
- ミストルテイン - オーディンの息子バルドルを殺したヤドリギの矢。フロームンドが持つ剣とも。
- グシスナウタル (Gusisnautar) - オルヴァル＝オッド（矢のオッド）（英語版）が操る3本の矢。それぞれフラウグ (Flaug)、フィーヴァ (Fífa[40])、フレムサ (Hremsa[41]) という名で呼ばれることもある[42]。自ら弦を離れて飛び、また自ら戻ってくるため探す必要がない、という力を帯びている[43]。

### インド神話
- ヴィジャヤ（英語版） - インドラ神の武器。その後の所有者はパラシュラーマ、カルナ。
- ガーンディーヴァ（『マハーバーラタ』） - アルジュナがアグニ神から授かった弓。
- コダンダ（kodanda） - ラーマの弓、一部の地域ではラーマの弓はシャランガ。
- シャランガ（英語版）（『ラーマーヤナ』） - ヴィシュヌ神の弓。
- チャンドラダヌス（『マハーバーラタ』） - アルジュナがアグニ神から授かった弓。
- パシュパタ（『マハーバーラタ』） - アルジュナがシヴァ神から授かった弓。
- ピナカ（英語版） - シヴァ神の弓。別名ダヌーシュ
- ブラマダッタ（ブラフマダッタ） - 【ラーマーヤナ】創世神・鍛冶神ヴィシュヴァカルマンが作った金剛石をちりばめた黄金の弓。ラーマが使用した[44]。
  - 無尽の矢筒 - 【ラーマーヤナ】ブラマダッタと共に大聖アガスティヤからラーマに授けられた無限に燃える矢が出せる矢筒。
  - インドラの矢（インドラの雷） - 【ラーマーヤナ】ラーマによって使用された。
- ハラダヌの弓 - 【インド神話】『ラーマーヤナ』に登場する8台の荷車に乗せて運ぶほど重い弓。この弓を引けた者にシータとの結婚が約束され、ラーマが引く際に破壊された。
- サルンガ - ラーマが持つ太陽神の弓矢。この矢にだけは翼があり、その先端は太陽の光と炎で出来ている。矢の重量は計りしれないもので二つの山を足したほどの重みがある。

### アーサー王物語
- フェイルノート - トリスタンの所持する弓。

### 日本神話

#### 日本神話（記紀神話）に登場する武器
- 天之麻迦古弓（あまのまかこゆみ）と天羽々矢（あめのはばや） - 天稚彦が高皇産霊神より賜った弓矢。この弓矢は雉の鳴女（なきめ）を射抜き、そのまま高天原まで届いたとされる。
- 生弓矢（いくゆみや） - 大国主が根の国から持ち帰ったスサノオ神の弓矢。この弓矢と生大刀で八十神を倒し、葦原中国を平定した。美具久留御魂神社に奉納されている。
- 金の弓箭（きんのきゅうせん） - キサガイヒメが誓約をして現れた金の弓箭で、これで岩屋を撃ち抜いたのが現在の加賀の潜戸である。
- 幸弓、幸矢 - 彦火火出見尊が所有した弓矢

#### 中世・近世における創作に登場するもの
- 角槻弓 / 角突弓（つののつきゆみ） - 田村語りおよび坂上田村麻呂伝説で藤原俊宗が使用した弓。また『田村の草子』『田村三代記』などでは神通の鏑矢を通して親子の確認がおこなわれる。
- 雷上動 - 『前太平記』で源頼光の夢に現れた弓の名手養由基の娘からもたらされた弓。他に水破、兵破という矢ももたらされた。この弓は子孫によって鵺退治に用いられた。

### 中国神話

#### 中国の伝承に登場する武器
- 烏号 - 中国神話伝承における黄帝の弓。名前の意味は「むせび泣き」。
- 乾坤弓 - 中国を統治した五帝の最初の帝の黄帝乾坤の弓。『封神演義』中の乾坤弓という名で李靖が所有していたが、哪吒が遊んでいる時に碧雲童子を殺してしまう。
- 落日弓 - 丹弓。9つの太陽を撃ち落とした后羿の弓。
- 降伏三界 - チベットの大英雄リン・ケサルの宝弓。
- 威猛降敵 - ケサルの妃、女性英雄アタラモの弓。

#### 中国の小説類に登場する武器
三国志演義
- 万石弓 - 『三国志演義』の黄忠が所有した弓。
- 竜舌弓 - 『三国志演義』で呂布が所有した弓[45]。また、『三国志演義』中の轅門射戟で使用した「虎筋弦の弓」なども知られる。

水滸伝
- 游子弓 - 『水滸伝』の花栄が所有した弓。

#### 中国の史実に登場する武器
- 射鵰神弓 - チンギス・カンの弓。
- 覇王弓 - 項羽の弓。
- 震天弓 - 唐の武将薛仁貴の弓
- 穿雲箭 - 唐の武将薛仁貴の箭矢

### その他
- アイジェク・ドージ（Aijeke dauge） - サーミ人が崇めた雷神ホラガルレス（英語版）が悪霊の頭を打ちぬくのに用いた虹の弓。
- シェキナーの弓 - エノク書に登場する天使ケルビエル（英語版）の弓。
- キューピッドの弓 - 矢は2種類あり、黄金の矢は愛を暴走させ、鉛の矢は愛を失わせる。
- ヘラクレスの弓とヒュドラの矢 - ギリシア神話でヘラクレスが使用した武器。また、ヘラクレス死後、トロイア戦争の英雄ピロクテーテースが譲り受け使用した。
- アポロの弓(Bow of Apollon) - ギリシア神話で太陽神アポロが持つ光をあらわす弓矢。百発百中の命中率。さらに傷の治療まで行う事もできる｡
  - アバリスの矢（ポーランド語版） - ギリシャ神話で太陽神アポロが司祭ヒュペルボレオスのアバリス（英語版）に授け、アバリスからピタゴラスに学問のレッスン料として支払われた。持ち主を見えない存在にし、未来予知を可能とし、空の旅に使われ、病気を治した。
- ムハンマドの6張の弓
- 宝石の弓 - ビルマの英雄王ピューソーティの神弓。魔獣を討ち倒したインドラの弓。
- ウッコンカーリ - Ukkon kaari。フィンランドの天空神ウッコの虹弓。
- ヨウカハイネンの弓 -『カレワラ』序盤に登場する呪歌使いの狩人の弓。猛毒の黒い血を塗りつけ弓と矢に魔法を篭らせた。
- ハイク・ナハペトの長弓 - アルメニアの始祖王の弓。ハイ族を自分の専制政治下に課すことを試みた巨人の王ベルを超々遠距離射撃から射殺し、王の部隊を混乱に陥れた。巨人殺しの長弓。
- 天の弓 - The Bow of The God。ダニルウ（ダニエルとも）が工芸神コシャル・ハシスに頼んで、息子アクハトの為に特別に作らせた弓。これを女神アナトが欲するが不死と引き換えることを条件にしたため神の怒りを買い、アナトに操られたヤトパンに殺されてしまった。

## 投擲・兵器

### ケルト神話
- タスラム（『神話物語群』） - ルグ神が持っているとされる投擲用弾丸。

### ギリシア神話
- ケラウノス - ゼウス神が使う武器。

### インド神話
- アストラ (武器)（英語版） - 神の力を投擲物（矢など）の形で召喚した物の総称。インド叙事詩の英雄達が使用した。
- ヴァジュラ - インドラ神の武器。
- スダルシャナ（英語版） - ヴィシュヌ神のチャクラム。
- ブラフマーストラ - ブラフマー神の武器或いはマントラ。
- アグネアストラ（アグネアの武器） - アグニのアストラ（投擲武器）で、アルジュナが使用した。

## その他武器

### アステカ神話・マヤ神話
- シウコアトル（アステカ） - ウィツィロポチトリがコヨルシャウキらと戦ったときに使用された。
- チャクの斧（マヤ） - 天候神チャクの斧。雲を叩き、雨と雷を作る。

### ヒッタイト神話
- クルッジ（Kuruzzi） - 巨人ウルリクムミを倒すのに使用された工具（鋸）。元は天地を切り分けるのに使用された。

### メソポタミア神話
- イムフル（英語版） - マルドゥク神が、女神ティアマトを倒す時に使用した風の武器。

### ギリシア神話
- アダマスの鎌 - クロノス神が使う万物を切り裂く鎌。

### インド神話
- バララーマの鋤（Halayudha）
- パシャ (ヒンドゥー教)（英語版） - ガネーシャやヤマ、ヴァルナ神などが持つ投げ縄。ガネーシャは障害となる物を取り除く力を示し、ヤマ神の投げ縄は死んだ人間から魂を引き出すのに使用される[46]。
- パラシュ - シヴァ神がパラシュラーマ（斧のラーマ）へ授けた斧

### 日本神話

#### 日本神話（記紀神話）に登場する武器
- 鉄輪（読み不明）- 洩矢神が諏訪でタケミナカタ神と戦った際に使用した武器。詳細な形状、用途は全く不明で、タケミナカタ神の藤蔓によって破壊された。

### 中国神話
- 盤古の斧（『開辟衍繹通俗志伝』） - 創世神 盤古が世界を切り開く際、鑿と共に使用した（後代の創作では、開天斧、盤古斧など多様な名前で呼ばれる）。
- 禹王槊（うおうさく） - 中国神話と後世の文学作品中に登場する伝説的な長柄武器。古代聖王・禹（う）が治水事業で使用した工具が神格化されたものとされ。

#### 中国の小説類に登場する武器
- 釘耙（ていは） - 『西遊記』の猪八戒が所持している武器。九本の歯を持つ馬鍬（まぐわ）。九歯馬鍬（九歯釘耙）とも、上宝沁金耙（上宝沁金の耙）とも呼ばれ、太上老君の作とされる。
- 宝貝 (パオペエ)（『封神演義』） - 武器を含めた道具の総称。劇中で仙人や道士らが使用する。日本の漫画作品等、作品によっては架空の幻獣として登場させるものもある（主人公太公望の四不象（スープーシン）など）。
- 金鋼琢（もしくは金鋼套） - 【西遊記】第6回で太上老君が菩薩に自慢した自作の武器。金色の輪の形状をしており、相手の武器を奪い無力化する。孫悟空を捕らえ、多くの神々の武器を奪った。

### ポリネシア神話
- マナイアカラニ - 大英雄マウイの魔法の釣り針、ハワイ諸島を海の底から釣り上げた
- マレレヌイマルアトア（Marere-nui-marua-to'a）- マオリの神話に登場する半神の英雄タファキの神斧、タヒチの島を安定させる。

### その他
- アビリディアブラダ - 西アフリカ神話の大英雄アナンシの喋る自動鞭。
- アクケルテ - キルギスの民族叙事詩の主人公マナスの持つ百発百中の白い銃。

## 近代の創作
近代における創作に登場する武器。
- ノートゥング（『ニーベルングの指環』） - 北欧神話のグラムがモデルとされる剣。
- アゾット - 錬金術師パラケルススの剣(もしくは杖)。
- ヴォーパルソード - 『鏡の国のアリス』中のナンセンス詩『ジャバウォックの詩』で、怪物ジャバウォックを倒した剣。

『指輪物語』など、J・R・R・トールキンの小説に登場するもの。
- オルクリスト（『ホビットの冒険』） - 「かみつき丸」とも呼ばれる剣。
- グラムドリング（『ホビットの冒険』・『指輪物語』） - 「なぐり丸」とも呼ばれる剣。
- つらぬき丸（『ホビットの冒険』・『指輪物語』） - 無銘のエルフの短剣で、ホビットのビルボ・バギンズが名付けた。
- ナルシル（『指輪物語』） - 一度折れた後に鍛え直され、「アンドゥリル」と呼ばれるようになる剣。
- アイグロス（『指輪物語』） - エルフの上級王、ギル＝ガラドの槍。
- 塚山出土の剣（『指輪物語』） - 塚山から出土した魔法剣で、そのうちの一振りは魔王を倒した。
- モルグルの刃 - 小さな傷でも相手を死に至らしめる。アングマールの魔王の短剣。

## 現代の創作
複数の作品に近い概念（もしくは同名の品）として使用されているもの。
- 光線銃 - 弾丸ではなく光線などを放つ銃。『スタートレック』シリーズのフェイザーなど。ガンダムシリーズのビームライフルや、スター・ウォーズ・シリーズに登場するブラスター（熱線銃）や銀河鉄道999に登場する戦士の銃もこれの一種といえる。変わったところでは、弾丸を用いる銃と光線銃の中間とも言える『ブルースワット』のBW-01ディクテイターのような例もある。
- ニードルガン - 弾丸ではなく針を放つ銃。
- 斬鉄剣 - 本来は鉄をも切れる日本刀のことを指す。同名の刀が、『ルパン三世』に石川五ェ門の愛刀として登場する。またファイナルファンタジーシリーズなどにも登場する。
- 振動剣 - 刀身を高速で振動させ、切断する力を増した刀剣。
- ガリアンソード - 刀身に複数の節に分離するギミックを搭載し、通常の剣と刃のついた鞭のような状態とを使い分けられるようにした刀剣。創作した高橋良輔監督の、『機甲界ガリアン』に登場する鉄巨人 ガリアンの持つ武器が代表的
- 双頭槍（中国語版） - 柄の両端に刃が付いた武器。京劇や、ガンダム作品に登場するゲルググのビームナギナタなどのアニメでも見られる。
- 単分子ワイヤ - ラリー・ニーヴンのノウンスペースシリーズに登場する自在剣あたりを祖とする対人武器。実際に研究が行われている単分子ワイヤ（線全体が1分子で構成されているワイヤ）を武器に転用したもの。非常に細いため視認が困難でかつ切れ味が鋭い上に単分子であるため頑丈であるが、扱いが難しい暗殺具として描写される。また、高周波振動を与える事で切れ味を高めた作品も存在する。
- ドリル - 本来のドリルを武器に転用したもの。『海底軍艦』等の東映のSF映画に登場する『超兵器』に最強の武器として搭載される事が多く、後の作品でも『最後（最強）の武器』として用いられる事が多い。
- パイルバンカー - 杭や金属槍などを、火薬などによって高速で射出するもの。創作した高橋良輔監督作品の、アニメ『装甲騎兵ボトムズ』（サンライズ）など。
- ライトセーバー - 『スター・ウォーズ・シリーズ』などに登場する。作品によってレーザー剣、光線剣などとも呼ばれる。またガンダムシリーズのビームサーベルや重戦機エルガイムのセイバー（HM用ビーム兵器）もこれの一種といえる。
- パワードスーツ - 搭乗者の意図の通りに動く人型の兵器。人間大の物から、それ以上の物まで幅が広い
- 合体武器 - スーパー戦隊シリーズなどで見られる。単独でも使用可能な武器を合体、接続することで使用する武器。派生で、部品を交換することで特性が変化するものもある。
- 変形武器 - 烈火の炎の鋼金暗器、Bloodborneの仕掛け武器、ターミネーター2の液体金属アンドロイドT-1000など、用途によって変形する武器。
- 書物・札 - それ自体を刃物のように使用したり、魔法などを行使するものとして使用する。
- 超能力系（念力など） - ソ連が研究したサイコトロニクスを始め、『ガンダムシリーズ』のサイコミュ、『スター・ウォーズ』シリーズのフォースなど

非常に有名、あるいはその作品の中で大きな役割を担っているもの。
- ヴァンブレード - テーブルトークRPG『ソード・ワールドRPG』に登場するカストゥール王国時代末期の付与魔術師であり鍛冶師でもあったヴァンが造った10本の魔剣
- ストームブリンガー - マイケル・ムアコックの小説『エルリック・サーガ』に登場するエルリックの剣。エターナル・チャンピオンシリーズに共通して登場する「黒の剣」の一つの姿。
- バトラフ（英語版）（bat'leth） - 『スタートレック』に登場するクリンゴン人の武器。クリンゴンの初代皇帝カーレスの剣(en:The Sword of Kahless)は、スタートレックDS9 第81話のタイトルにもなっている。